# Johann Georg Mußmann
Johann Georg Mußmann oder Mussmann (auch Johann George Mußmann; * 3. Mai 1795 in Wotzlaff bei Danzig; † 30. Juni 1833 in Halle) war ein deutscher Philosoph, lutherischer Theologe und Hochschullehrer. 

## Leben
Mußmann war Sohn eines Schmieds. Er war nahm als Freiwilliger am Feldzug gegen Frankreich 1815 teil. Danach absolvierte er das Abitur 1819 am Gymnasium in Danzig und studierte von 1819 bis 1822 an der Universität Halle, an der er durch seine Gedächtnisrede auf Immanuel Kant 1822 auffiel. Er strebte die akademische Laufbahn an, wirkte allerdings einige Zeit als Hofmeister im Haus des Mathematikers Johann Friedrich Pfaff. Am 27. Mai 1826 wurde er aufgrund einer gelösten Preisaufgabe mit der Dissertation De idealismo sive philosophia ideali von der Philosophischen Fakultät der Universität Berlin zum Doktor der Philosophie promoviert. 
Mußmann wendete sich von Berlin wieder nach Halle, da er hier größere Chancen auf eine Stelle als akademischer Lehrer erkannte. Mit der Schrift De logicae et dialecticae notione historica habilitierte er sich im März 1828 an der Philosophischen Fakultät der Universität Halle. Fortan lehrte er als Privatdozent der Philosophie. Im Mai 1829 erhielt er schließlich eine Stelle als außerordentlicher Professor, wenige Jahre darauf starb er im Amt. Sein schriftstellerisches Wirken war von Georg Wilhelm Friedrich Hegel geprägt.

## Werke (Auswahl)
- Immanuel Kant: eine Gedächtnißrede, gehalten vor einer Versammlung akademischer Bürger am 12ten Februar 1822, Schimmelpfennig, Halle 1822.
- De idealismo sive philosophia ideali, Reimer, Berlin 1862.
- Darf auf Gymnasien philosophischer Unterricht erteilt werden, oder nicht?, Berlin 1827.
- Lehrbuch der Seelenwissenschaft oder rationalen und empirischen Psychologie : als Versuch einer wissenschaftlichen Begründung derselben, zu akademischen Vorlesungen bestimmt, Mylius, Berlin 1827.
- Grundlinien der Logik und Dialektik, Mylius, Berlin 1828.
- De logicae ac dialecticae Notione historica, Strack, Berlin 1828.
- Grundriß der allgemeinen Geschichte der christlichen Philosophie mit besonderer Rücksicht auf die christliche Theologie entwickelt , Ruff, Halle 1830.
- Wissenschaftliche Beleuchtung der Grundsätze der religiösen Wahrheitsfreunde oder Phileleten, Ruff, Halle 1831.
- Vorlesungen über das Studium der Wissenschaften und Künste auf der Universität: Ein Taschenbuch für angebende Studirende, Ruff, Halle 1832.